# Paul Beaulieu
Pour les articles homonymes, voir Beaulieu.
Joseph Eximer Paul André Beaulieu, né à Montréal le 1er avril 1913 et mort le 26 juillet 2007 dans la même ville est un écrivain québécois. Il a fondé la revue "La Relève" avec Robert Charbonneau, Robert Élie et Hector de Saint-Denys Garneau en 1934.
Le fonds d'archives de Paul Beaulieu est conservé au centre d'archives de Montréal de Bibliothèque et Archives nationales du Québec. 

## Honneurs
- 1953 - Prix David
- 1957 - Membre de la Société royale du Canada
- 1989 - Médaille de l'Académie des lettres du Québec